# Pib and Pog
Pib and Pog ist ein britischer knetanimierter Kurzfilm von Peter Peake aus dem Jahr 1994.

## Handlung
Die Erzählerin begrüßt die beiden Knetfiguren Pib und Pog. Beide winken zaghaft und die Erzählerin fragt Pog, was er am Tag gemacht habe. Pog war am Strand und zeigt eine Muschel, die er gefunden hat. Die Erzählerin lobt ihn. Im an (Klein-)Kinder im Stil eines Vorschulprogramms gerichteten Sprachstil fährt die Erzählerin fort, fragt neugierig, was Pib und Pog wohl machen, als sie sich um die Muschel zu streiten beginnen, und fährt im gleichen Stil fort, als Pib und Pog zu immer drastischeren Mitteln der gegenseitigen Bekämpfung greifen. Pib beschießt Pog mit einer Pistole und Kanone, sägt ihn durch und verätzt ihn mit Säure, während Pog zu ähnlichen Mitteln greift. Nachdem beide durch die Bombe in tausend Stücke gerissen wurden und sich anschließend wieder zusammensetzen, verkündet der Regisseur das Drehende. Pib und Pog verfallen in Small Talk, loben sich für die gute Zusammenarbeit und stehen am Ende auf der dunklen Bühne. Pog reicht Pib die Hand und dieser wird von einem Elektroschock vollständig zerstört. Pog geht von der Bühne und regt sich über Pib auf.

## Produktion
Pib and Pog entstand als Claymation im Auftrag des Senders Channel 4. Auf dem Sender wurde der Kurzfilm 1994 ausgestrahlt. Im Jahr 2006 erschienen einige ein- bis zweiminütige neue Folgen um Pig und Pog (Dentist, Peter’s Room, X Factor, The Kitchen, Daddy’s Study).
Erzählerin des Films ist Joanna Wake. Peter Peake ist kurz als Regisseur zu hören, Pib wird von Nigel Betts und Pog von Roy Macready gesprochen.

## Auszeichnungen
Pib and Pog war 1995 für einen BAFTA in der Kategorie Bester animierter Kurzfilm nominiert, konnte sich jedoch nicht gegen The Big Story durchsetzen. Auf dem Edinburgh International Film Festival erhielt Peter Peake den Preis in der Kategorie Best New British Animation.